# Casa del Doctor Trujillo (Plasencia)

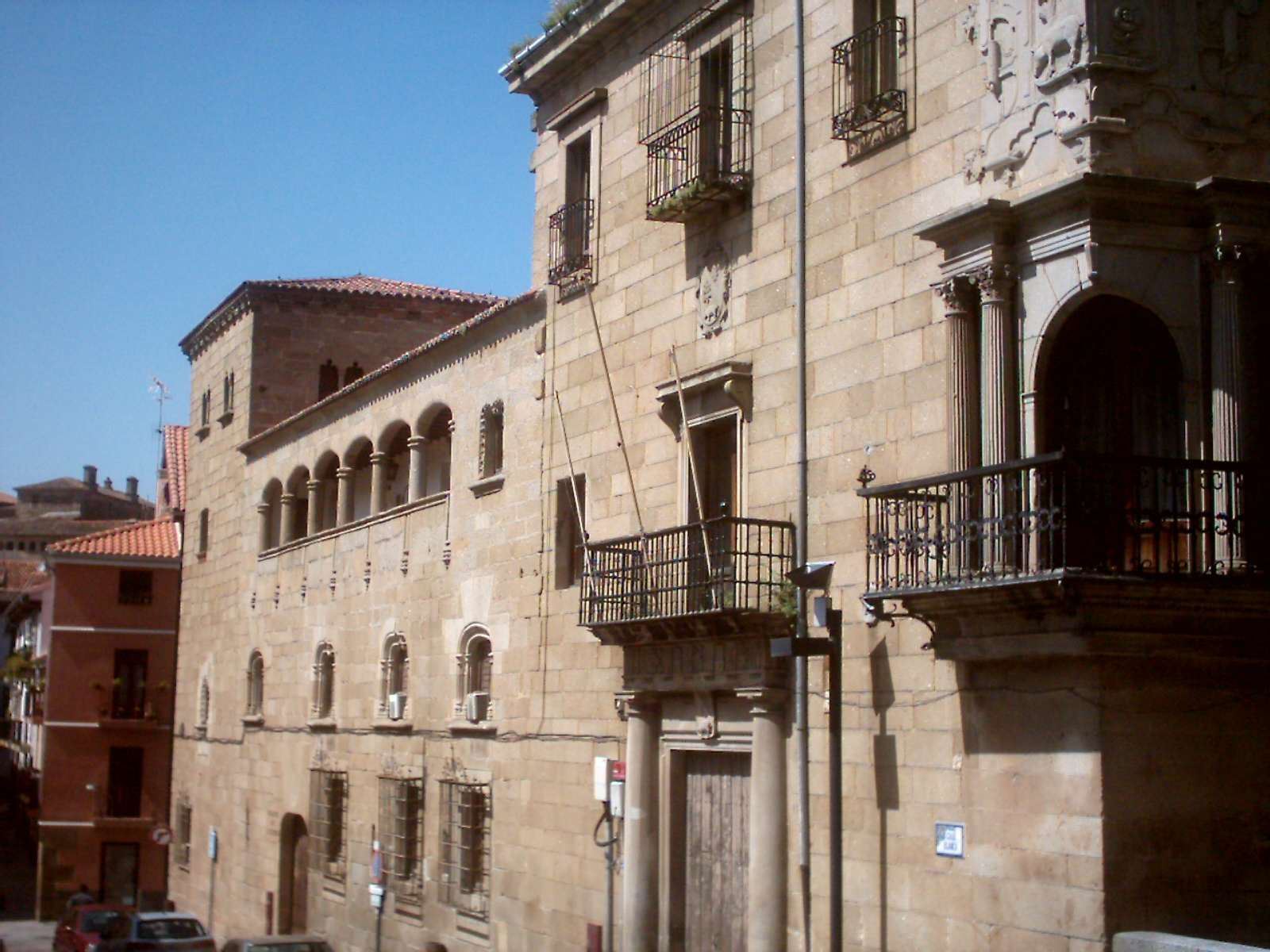
Fachada principal de la casa-palacio del doctor Trujillo.

La Casa del Doctor Trujillo se ubica en la ciudad de Plasencia (Provincia de Cáceres, Extremadura, España).
Es de estilo gótico. La fachada contiene arcos escarzanos y ventanas coloniales. Las ventanas de su torre son trilobuladas y conopiales.
Se sitúa junto a la Casa del Deán, en la calle Blanca, junto la plaza de la Catedral. Antiguamente albergaba el Palacio de Justicia. Aunque actualmente no tiene uso.